# 엔지 헤링

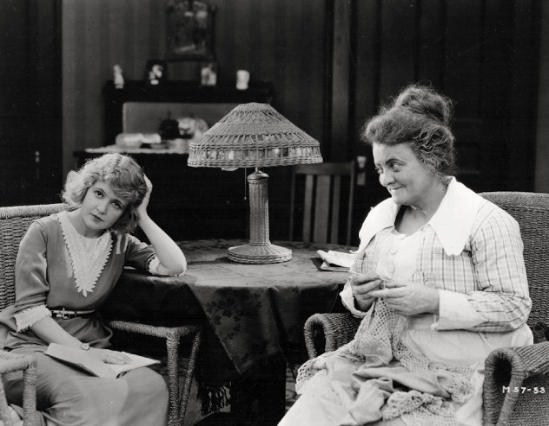

엔지 헤링(Aggie Herring, 1876년 2월 4일 ~ 1939년 10월 28일)은 미국의 배우, 영화배우이다.
샌프란시스코에서 태어났으며 샌타모니카에서 사망하였다. 사인은 질병이다.

## 영화
- 스탠드 업 앤 치어! (1934년)
- 노라 모란의 원죄 (1933년)
- 다이아몬드 릴 (1933년)
- 핫 에어리스 (1931년)
- 브로드웨이 베이비스 (1929년)
- 마더 매크리 (1928년)
- 샐리, 아이린 앤 메리 (1925년)
- 올리버 트위스트 (1922년)